# Тулмозеро
Ту́лмозеро (карел. Tulomdjärvi) — озеро в Пряжинском районе Республики Карелия.
Форма лопастная, вытянута с северо-запада на юго-восток, имеется несколько заливов в южной и северной частях озера. Центральная часть озера разделена полуостровом на два плёса.
Берега в основном возвышенные, каменисто-валунные. Грунты илистые на глубинах, в прибрежной зоне каменисто-песчаные. Вода тёмно-коричневого цвета. Высшая водная растительность представлена в основном зарослями тростника, камыша и рдестов.
Из ихтиофауны в озере водится семь видов рыб: налим, плотва, лещ, щука, ёрш, ряпушка, окунь.
На берегу озера расположены населённые пункты: Колатсельга, Лахта, Пажала, Мандера, Палалахта, Кохтусельга, Гилкожа.
Солевые отложения в районе Тулмозера образовались 2,3—1,6 млрд лет. Толщина эвапоритов достигает 800 м.